# Eschenau (Niederösterreich)
Eschenau ist eine Gemeinde mit 1286 Einwohnern (Stand 1. Jänner 2025) im Bezirk Lilienfeld in Niederösterreich.

## Geografie
Eschenau liegt im Mostviertel in Niederösterreich in einem Seitental der Traisen etwa 20 km südlich von St. Pölten. Die Fläche der Gemeinde, eine Kirchen- und Streusiedlung, umfasst 24,71 Quadratkilometer. 49,68 Prozent der Fläche sind bewaldet. Der höchste Berg ist der Lindenberg (946 m ü. A., ⊙), gefolgt vom Lorenzipechkogel (883 m ü. A., ⊙). Ein beliebtes Ausflugsziel ist der Kaiserkogel mit der Kaiserkogelhütte (716 m ü. A., ⊙).

### Gemeindegliederung
Das Gemeindegebiet umfasst folgende sechs Ortschaften (in Klammern Einwohnerzahl Stand 1. Jänner 2025):
- Eschenau (578) samt Entzberg, Inzenreith und Windbichl
- Laimergraben (24)
- Rotheau (478) samt Au und Schloss Klafterbrunn
- Sonnleitgraben (23)
- Steubach (160) samt Buchberg, Ehrenecker Kogel, Lechner Kogel und Uferweg-Siedlung
- Wehrabach (23)

Die Gemeinde besteht aus den Katastralgemeinden Eschenau und Wehrabach.

### Nachbargemeinden
| Hofstetten-Grünau (PL)         | Wilhelmsburg (PL)                           |                        |
| Rabenstein an der Pielach (PL) | Kompassrose, die auf Nachbargemeinden zeigt | St. Veit an der Gölsen |
| Kirchberg an der Pielach (PL)  | Lilienfeld                                  | Traisen                |

## Geschichte
Im Altertum war das Gebiet Teil der Provinz Noricum.
1230 wurde der Ort urkundlich als „Eschenowe“ im Besitz des Stiftes Lilienfeld erwähnt. Damals war die Pfarre war vom Stift inkorporiert. Im 13. Jahrhundert befand sich in der Nähe des Teilortes Rotheau die Altenburg, der Stammsitz des Ministerialgeschlechts der Altenburger. Seit 1786 ist Eschenau eine eigenständige Pfarre.
Laut Adressbuch von Österreich waren im Jahr 1938 in der Ortsgemeinde Eschenau ein Bäcker, ein Fleischer, zwei Gastwirte, drei Gemischtwarenhändler, eine Hebamme, ein Holzhändler, ein Sägewerk, ein Schlosser, zwei Schmiede, ein Schneider und zwei Schneiderinnen, zwei Schuster, ein Tischler, ein Viehhändler, eine Zuchtgenossenschaft für Murbodner Rinder, ein Wagner, ein Zementwarenerzeuger und zahlreiche Landwirte ansässig.

### Einwohnerentwicklung
Nach dem Ergebnis der Volkszählung 2001 gab es 1162 Einwohner. 1991 hatte die Gemeinde 1016 Einwohner, 1981 1024 und im Jahr 1971 1020 Einwohner.
| Eschenau: Einwohnerzahlen von 1869 bis 2025         | Eschenau: Einwohnerzahlen von 1869 bis 2025 | Eschenau: Einwohnerzahlen von 1869 bis 2025 | Eschenau: Einwohnerzahlen von 1869 bis 2025 | Eschenau: Einwohnerzahlen von 1869 bis 2025 |
| --------------------------------------------------- | ------------------------------------------- | ------------------------------------------- | ------------------------------------------- | ------------------------------------------- |
| Jahr                                                |                                             |                                             |                                             | Einwohner                                   |
| 1869                                                | 1869                                        |                                             | 842                                         | 842                                         |
| 1880                                                | 1880                                        |                                             | 930                                         | 930                                         |
| 1890                                                | 1890                                        |                                             | 928                                         | 928                                         |
| 1900                                                | 1900                                        |                                             | 980                                         | 980                                         |
| 1910                                                | 1910                                        |                                             | 1.001                                       | 1.001                                       |
| 1923                                                | 1923                                        |                                             | 1.092                                       | 1.092                                       |
| 1934                                                | 1934                                        |                                             | 957                                         | 957                                         |
| 1939                                                | 1939                                        |                                             | 948                                         | 948                                         |
| 1951                                                | 1951                                        |                                             | 890                                         | 890                                         |
| 1961                                                | 1961                                        |                                             | 887                                         | 887                                         |
| 1971                                                | 1971                                        |                                             | 1.020                                       | 1.020                                       |
| 1981                                                | 1981                                        |                                             | 1.024                                       | 1.024                                       |
| 1991                                                | 1991                                        |                                             | 1.016                                       | 1.016                                       |
| 2001                                                | 2001                                        |                                             | 1.162                                       | 1.162                                       |
| 2011                                                | 2011                                        |                                             | 1.361                                       | 1.361                                       |
| 2021                                                | 2021                                        |                                             | 1.297                                       | 1.297                                       |
| 2025                                                | 2025                                        |                                             | 1.286                                       | 1.286                                       |
| Quelle(n): Statistik Austria, Gebietsstand 1.1.2021 |                                             |                                             |                                             |                                             |

## Kultur und Sehenswürdigkeiten

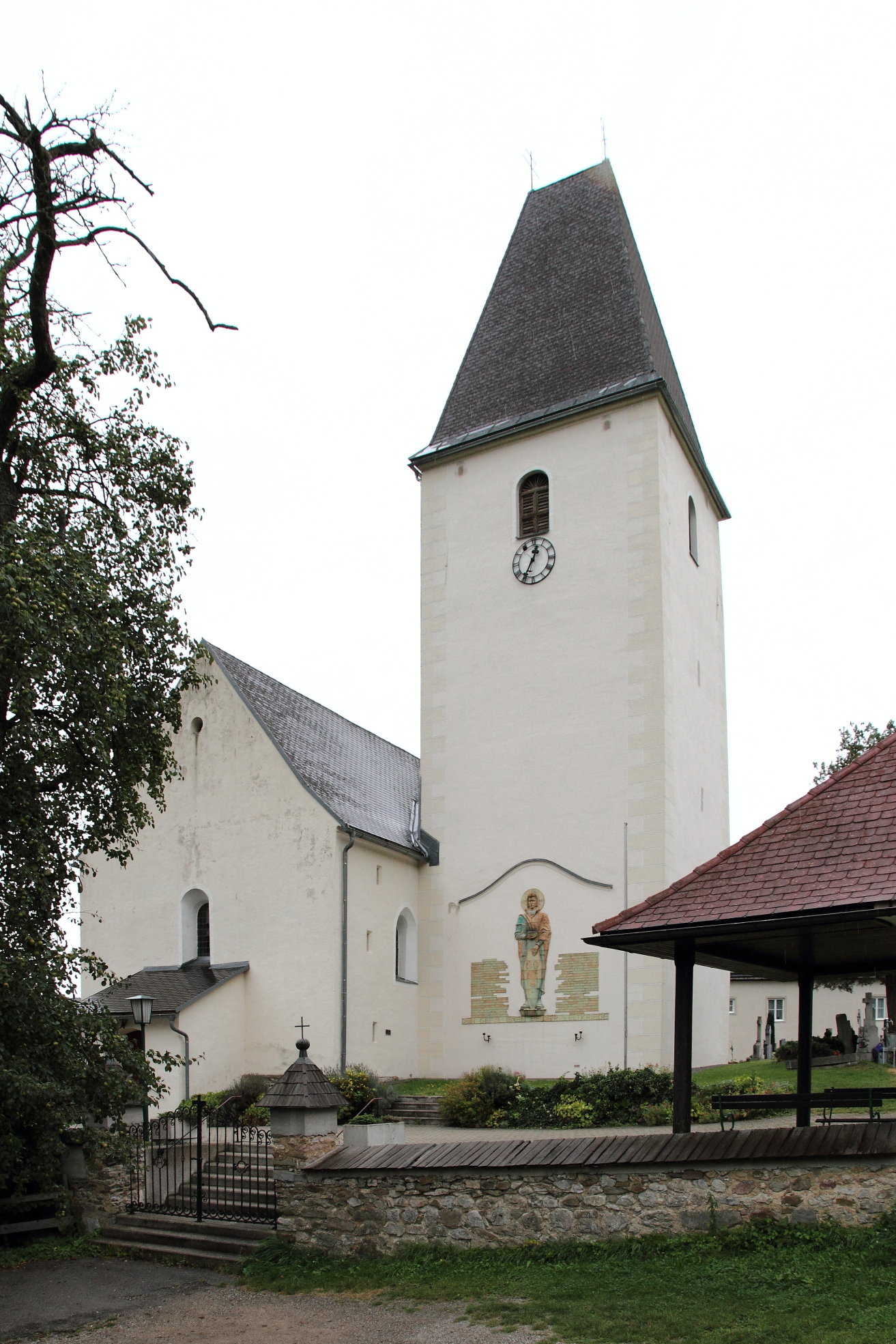
Pfarrkirche Eschenau in Niederösterreich

- Katholische Pfarrkirche Eschenau in Niederösterreich hl. Katharina: Eine schlichte Saalkirche um 1300 mit eingezogenem quadratischen Chorquadrat und einem wuchtigen südlichen vorgestellten Wehrturm, der 1541 ausgebaut wurde.

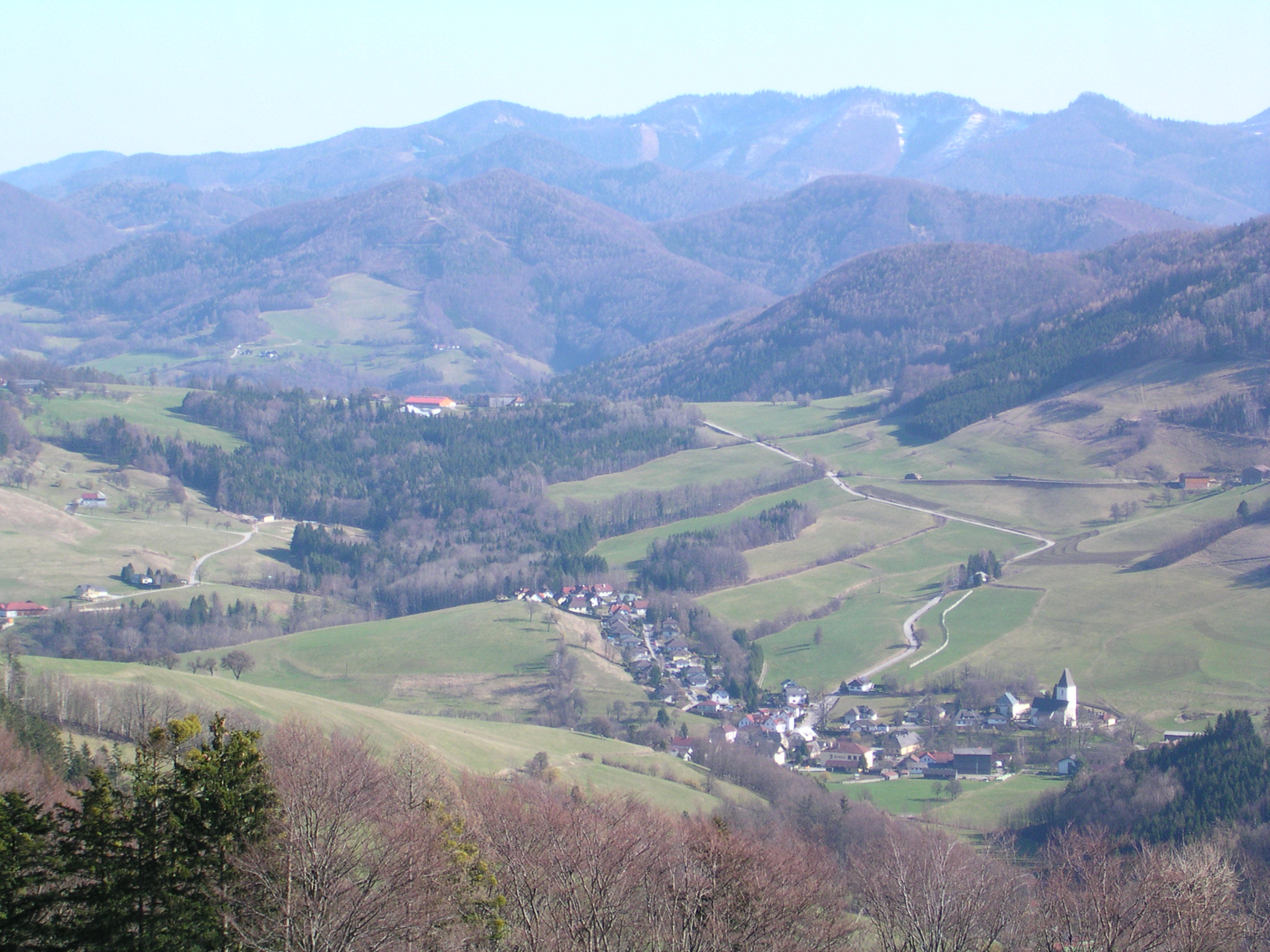
Ortszentrum von Eschenau vom Kaiserkogel aus gesehen
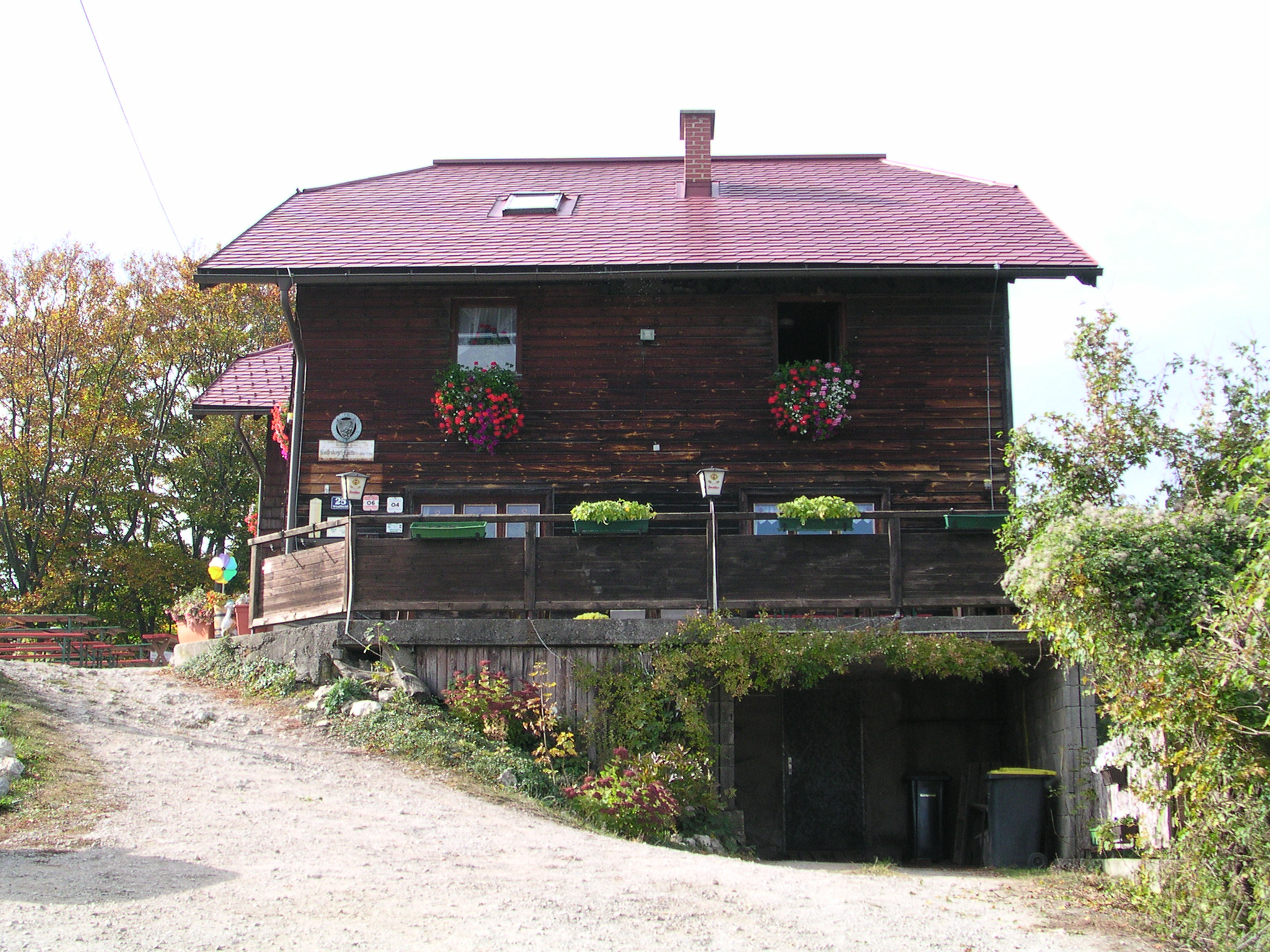
Kaiserkogel – Kaiserkogelhütte
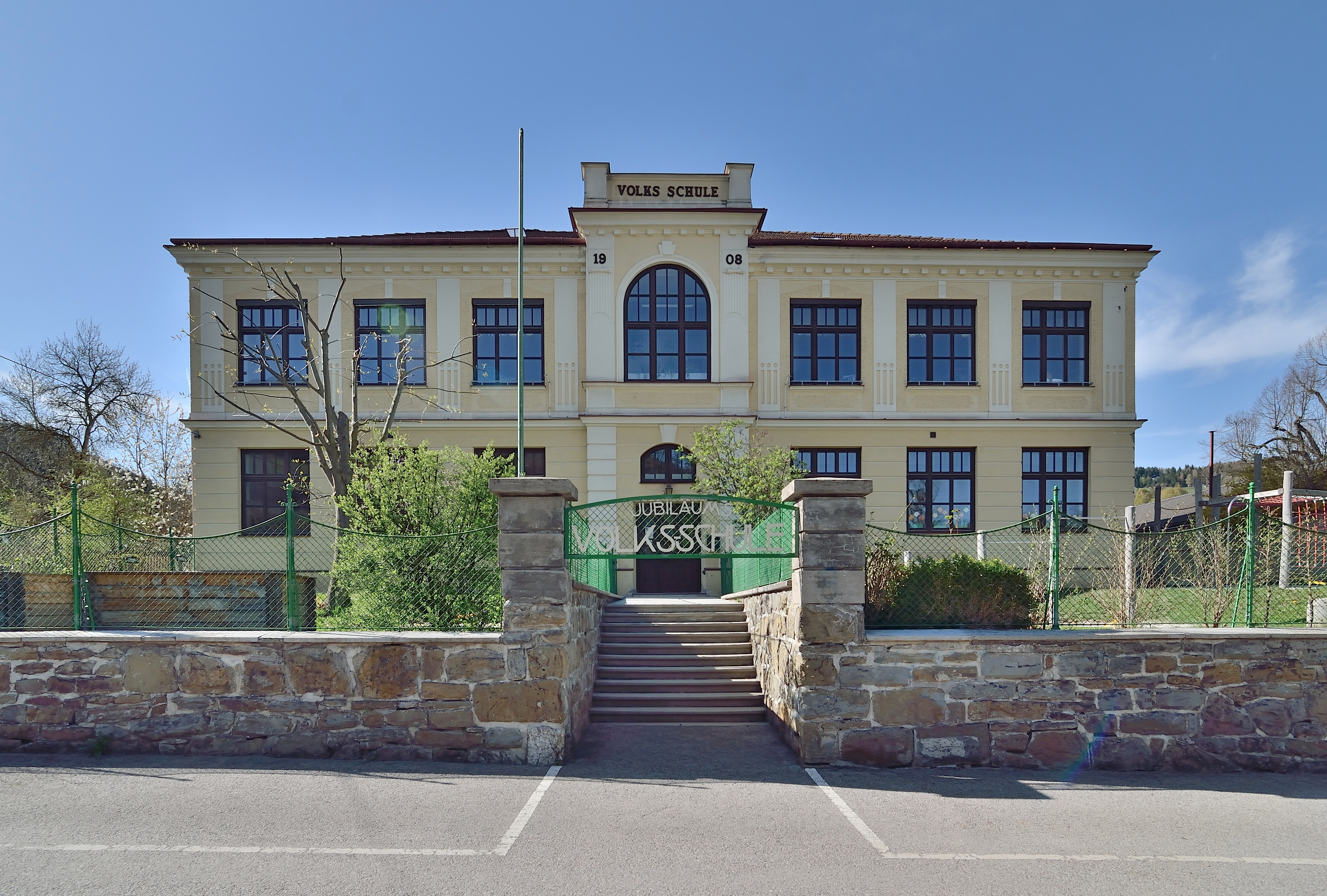
Volksschule; 1908 anlässlich des 60-jährigen Regierungs-Jubiläums des Kaisers Franz Joseph I. als Jubiläumsvolksschule errichtet.
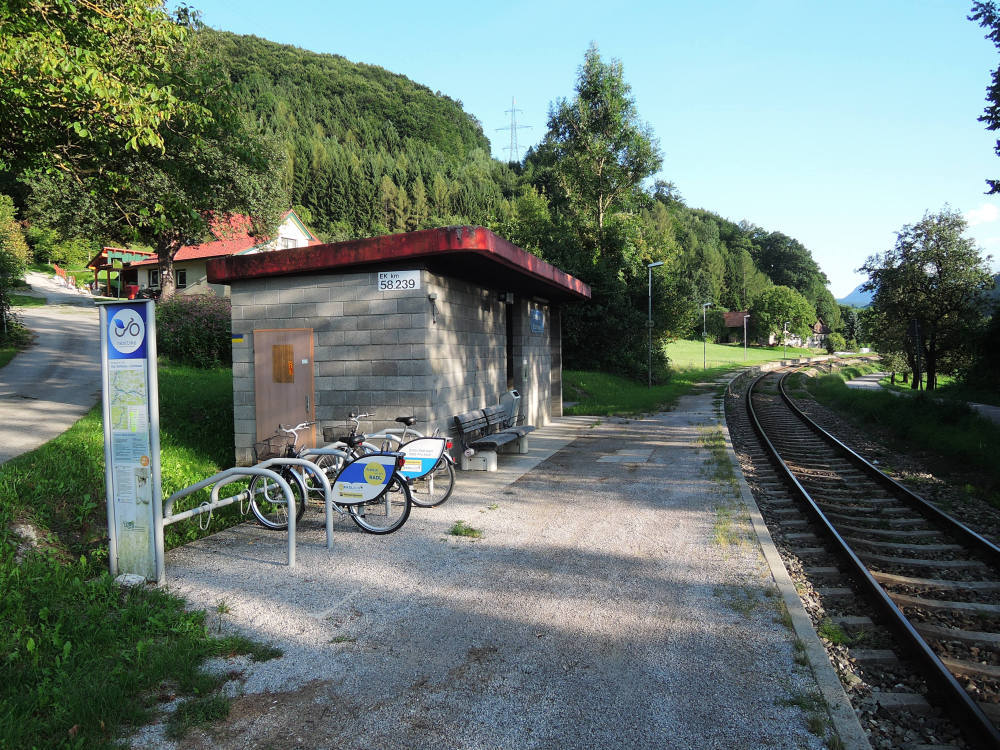
Bahnhaltestelle Rotheau-Eschenau mit Leihrad-Station im August 2014

## Wirtschaft und Infrastruktur

### Wirtschaftssektoren
Von den 70 Landwirtschaftsbetrieben des Jahres 2010 waren 38 Nebenerwerbsbetriebe. Fast zwei Drittel der Betriebe des Produktionssektors stellen Waren her, der größte Arbeitgeber ist aber die Bauwirtschaft, die 129 Arbeitnehmer beschäftigt. Mehr als die Hälfte der Erwerbstätigen im Dienstleistungssektor arbeitet in sozialen und öffentlichen Diensten.
| Wirtschaftssektor            | Anzahl Betriebe | Anzahl Betriebe | Erwerbstätige | Erwerbstätige |
| Wirtschaftssektor            | 2011            | 2001            | 2011          | 2001          |
| ---------------------------- | --------------- | --------------- | ------------- | ------------- |
| Land- und Forstwirtschaft 1) | 70              | 79              | 61            | 59            |
| Produktion                   | 15              | 12              | 156           | 85            |
| Dienstleistung               | 47              | 28              | 130           | 105           |

1) Betriebe mit Fläche in den Jahren 2010 und 1999
| Im Jahr 2011 lebten 704 Erwerbstätige in Eschenau. Davon arbeiteten 168 in der Gemeinde, 536 pendelten aus. Dafür kamen 179 Personen aus der Umgebung zur Arbeit nach Eschenau. - Straße: Durch die Gemeinde führt die L107 Rotheau – Rabenstein an der Pielach, die Traisental und Pielachtal verbindet. In Eschenau gibt es einen Kindergarten. | Die zur Anzeige dieser Grafik verwendete Erweiterung wurde dauerhaft deaktiviert. Wir arbeiten aktuell daran, diese und weitere betroffene Grafiken auf ein neues Format umzustellen. (Mehr dazu) |

### Gemeinderat
Der Gemeinderat hat 19 Mitglieder.
- Mit den Gemeinderatswahlen in Niederösterreich 1990 hatte der Gemeinderat folgende Verteilung: 13 ÖVP, 4 SPÖ und 2 FPÖ.
- Mit den Gemeinderatswahlen in Niederösterreich 1995 hatte der Gemeinderat folgende Verteilung: 14 ÖVP, 2 SPÖ, 2 Rotheau/Eschenau Aktive Liste (REAL) und 1 FPÖ.[8]
- Mit den Gemeinderatswahlen in Niederösterreich 2000 hatte der Gemeinderat folgende Verteilung: 12 ÖVP, 6 SPÖ und 1 FPÖ.[9]
- Mit den Gemeinderatswahlen in Niederösterreich 2005 hatte der Gemeinderat folgende Verteilung: 12 ÖVP, 6 SPÖ und 1 Überparteiliche Bürgerliste Eschenau/Rotheau.[10]
- Mit den Gemeinderatswahlen in Niederösterreich 2010 hatte der Gemeinderat folgende Verteilung: 13 ÖVP, 5 SPÖ und 1 FPÖ.[11]
- Mit den Gemeinderatswahlen in Niederösterreich 2015 hatte der Gemeinderat folgende Verteilung: 13 ÖVP, 5 SPÖ und 1 FPÖ.[12]
- Mit den Gemeinderatswahlen in Niederösterreich 2020 hat der Gemeinderat folgende Verteilung:  15 ÖVP und 4 SPÖ.[13]

### Bürgermeister
- Franz Moser
- 1945 Gustav Neuber
- 1946–1960 Josef Kaiser
- 1960–1970 Anton Haidinger
- 1970–1987 Josef Kaiser
- 1987–1991 Fridolin Oblasser
- 1992–1996 Hubert Wochner
- 1996–2000 Karl Teicher
- 2000–2008 Franz Wögerer
- seit 2008 Alois Kaiser (ÖVP)[14]

## Personen

### Ehrenbürger
Die Gemeinde ernannte folgende Ehrenbürger:
- 1923: Alberich Johannes Heidmann, Abt von Lilienfeld
- 1923: Johann Renz, Vizebürgermeister
- 1923: Hans Theimer, Volksschuldirektor
- 1924: Raimund Anton de Padua Chall, Pfarrer
- 1927: Johann Kaltenbäck, Sägewerkbesitzer
- 1929: Alfons Kryza-Gersch, Bezirkshauptmann
- 1946: Ignaz Brandstätter, Obmann des Ortsbauernrates
- 1951: Johann Waltner, Landesrat
- 1952: Josef Kaiser, Bürgermeister
- 1961: Friedrich Rudolf Pfennigbauer, Abt von Lilienfeld
- 1970: Anton Haidinger, Bürgermeister
- 1982: Engelbert Tomsche, Pfarrer
- 1988: Josef Kaiser, Bürgermeister
- 1999: Fridolin Oblasser, Bürgermeister
- 2019: Franz Wögerer, Bürgermeister
- 2021: Ambros Weber, Pfarrer
- 2022: Christian Kolonovits, Musiker